# 安妮·布拉德斯特里特

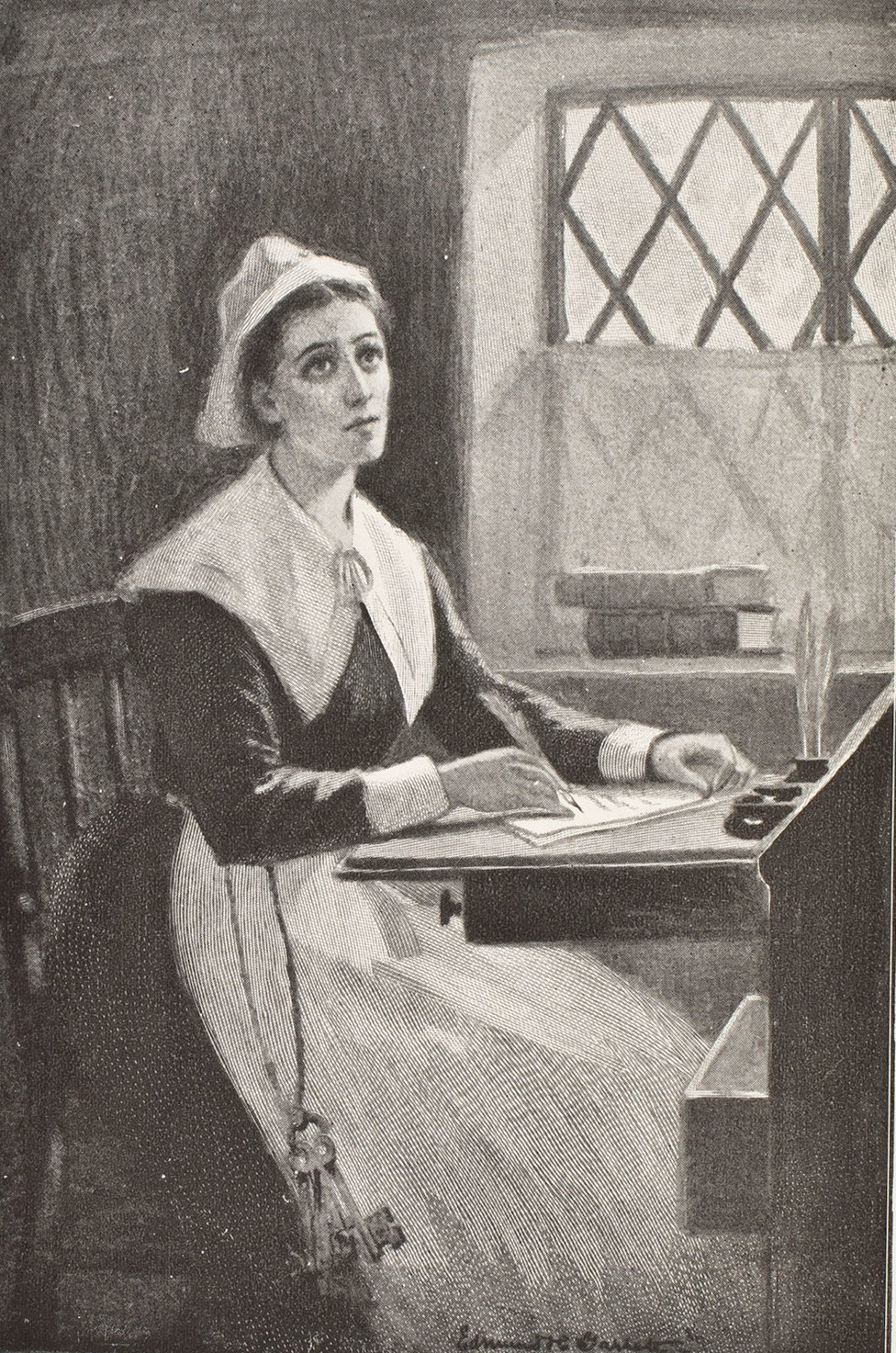
安妮·布拉德斯特里特

安妮·布拉德斯特里特（1612年3月8日—1672年9月16日）是英國美洲殖民地一位女作家、清教徒，也是英國美洲殖民地第一位女诗人以及第一位生前发表诗集的女诗人。
安妮·布拉德斯特里特出生于英国北安普敦一个清教徒家庭。1630年，她與家人移民馬薩諸塞灣殖民地。丈夫是新英格蘭地區的一位官員。